# 備後西城駅
備後西城駅（びんごさいじょうえき）は、広島県庄原市西城町大佐にある、西日本旅客鉄道（JR西日本）芸備線の駅である。

## 歴史
- 1934年（昭和9年）3月15日：庄原線（当時）が備後庄原駅から延伸し、その終着駅として開業[1]。
- 1935年（昭和10年）12月20日：庄原線が備後落合駅まで延伸、途中駅となる。
- 1936年（昭和11年）10月10日：庄原線が三神線に編入され、当駅もその所属となる。
- 1937年（昭和12年）7月1日：三神線が芸備線の一部となり、当駅もその所属となる。
- 1950年（昭和25年）8月1日：国鉄の鉄道局再編により、岡山鉄道管理局管轄の駅となる。
- 1982年（昭和57年）9月10日：貨物取扱廃止[1]。
- 1983年（昭和58年）9月1日：芸備線CTC導入にあわせ、業務委託駅となる[2]。
- 1985年（昭和60年）
  - 3月14日：荷物扱い廃止[1]。
  - 12月1日：無人駅化[3]（簡易委託駅化）。
- 1986年（昭和61年）11月1日：芸備線の貨物列車が全廃される。
- 1987年（昭和62年）4月1日：国鉄分割民営化により、西日本旅客鉄道広島支社管轄の駅となる[1]。
- 1991年（平成3年）4月1日：ワンマン運転が開始される。
- 2002年（平成14年）
  - 3月23日：芸備線の急行列車がみよしに統合されるが、三次駅 - 備後落合駅間は普通列車となるため、この時点で当駅を通る急行列車はなくなった。
  - 秋：部活動後の帰宅生徒対策として、備後庄原駅発着の便を登校日に限り当駅まで延長する。
- 2006年（平成18年）
  - 7月18日：大雨により備後落合駅 - 比婆山駅間で大規模斜面崩落が発生し、芸備線は備後落合駅 - 当駅間で不通となる。
  - 7月20日：当駅からの代行バスを運転開始。
- 2007年（平成19年）
  - 4月1日：復旧工事が完了し、全線で運転再開。
  - 7月1日：芸備線の急行列車が全廃される。
- 2010年（平成22年）：トイレの改修工事完了。
- 2012年（平成24年）3月17日：当駅での定期折り返し列車の設定が無くなる。ただし、その後も臨時に折り返しを行う列車や試運転列車が設定されることがある。

## 駅構造
相対式ホーム2面2線を持ち、行違い設備と三次方面への折り返し設備を有する地上駅である。2番のりば（上りホーム）は、三次方面への折り返しが可能である。
駅舎は1番のりば側（三次方面）にあり、反対側の2番のりば（備後落合方面）へは、比婆山駅方向にある構内踏切で連絡している。構内には側線がある。
三次鉄道部管理の簡易委託駅で、西城町観光協会が受託している窓口が設置されている。自動券売機はなく窓口の携帯型車内補充券発行機により入場券や近距離切符の販売を行っている。
便所は長らく男女共用の汲み取りであったが、男女別と多目的トイレのバリアフリー化改修と水洗化された。

### のりば
| のりば | 路線   | 方向 | 行先           |
| ------ | ------ | ---- | -------------- |
| 1      | 芸備線 | 下り | 三次・広島方面 |
| 2      | 芸備線 | 上り | 東城・新見方面 |

付記事項
- 2024年4月現在、ホームにのりば番号のプレートが設置されている。なお、列車運転指令上では2番のりばの方が「1番線」となっており、案内上ののりば番号とは逆転している。
- 駅の元事務室部分には、商店や地元の観光協会（西城町観光協会・EKINAKA）などが入居している。
- 駅前には、鉄道100周年記念としてSL『C50形132号』蒸気機関車の動輪や、2005年に制作された映画『ヒナゴン』のロケ記念のプレートなどが置かれている。
- かつては、山陰（島根）と山陽（広島）を結ぶ陰陽連絡線の急行列車（「ちどり」[4]、「しらぎり」[5]、「たいしゃく」[6]など）も停車していた。
- 2002年1月時点では、朝に当駅始発の三次行きが設定されていた[7]。

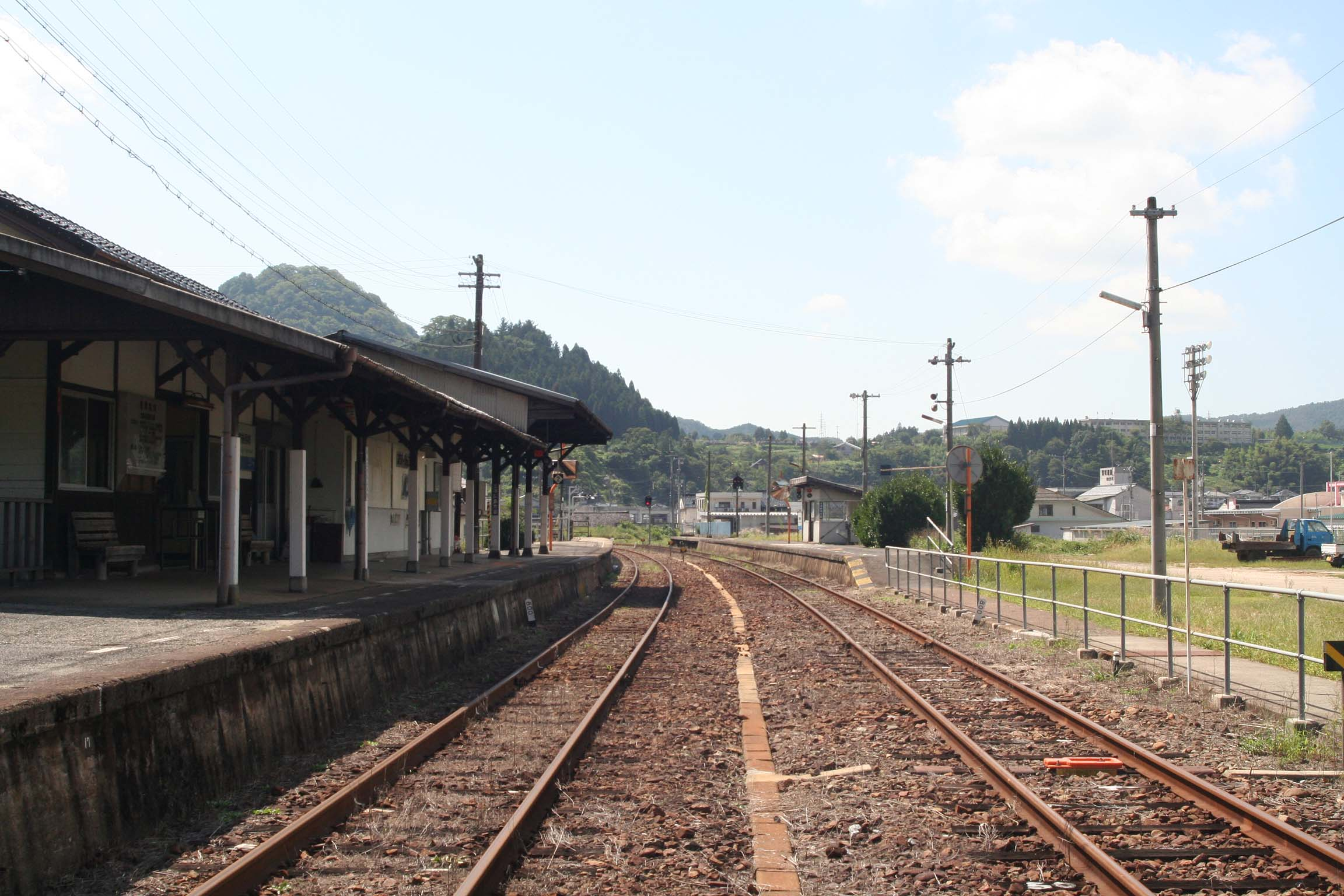
ホーム（2007年9月）

## 利用状況
1日平均の乗車人員は以下の通り。
| 年度               | 1日平均 乗車人員 | 出典         |
| ------------------ | ---------------- | ------------ |
| 1981年（昭和56年） | 159              |              |
| 1990年（平成2年）  | 195              |              |
|                    |                  |              |
| 1996年（平成08年） | 138              | [ 8 ]        |
| 1997年（平成09年） | 112              | [ 8 ]        |
| 1998年（平成10年） | 108              | [ 8 ]        |
| 1999年（平成11年） | 100              | [ 8 ]        |
| 2000年（平成12年） | 98               | [ 8 ]        |
| 2001年（平成13年） | 90               | [ 8 ]        |
| 2002年（平成14年） | 72               | [ 8 ]        |
| 2003年（平成15年） | 56               | [ 8 ]        |
| 2004年（平成16年） | 57               | [ 8 ]        |
| 2005年（平成17年） | 56               | [ 8 ]        |
| 2006年（平成18年） | 64               | [ 8 ]        |
| 2007年（平成19年） |                  |              |
| 2008年（平成20年） |                  |              |
| 2009年（平成21年） |                  |              |
| 2010年（平成22年） |                  |              |
| 2011年（平成23年） | 50               | [ 9 ]        |
| 2012年（平成24年） | 35               | [ 9 ]        |
| 2013年（平成25年） | 38               | [ 9 ]        |
| 2014年（平成26年） | 32               | [ 10 ] [ 9 ] |
| 2015年（平成27年） | 42               | [ 9 ]        |
| 2016年（平成28年） | 47               | [ 9 ]        |
| 2017年（平成29年） | 44               | [ 9 ]        |
| 2018年（平成30年） | 34               |              |
| 2019年（令和元年） | 36               |              |
| 2020年（令和2年）  | 35               |              |

## 駅周辺
- 庄原市役所西城支所
- 庄原市立西城保育所
- 庄原市立西城小学校
- 庄原市立西城中学校
- 広島県立西城紫水高等学校
- 庄原市立西城市民病院
- 庄原市西城保健福祉総合センター
- 庄原市しあわせ館・コミュニティーセンター
- 庄原市西城体育館
- 庄原市西城温水プール・水夢
- 庄原警察署西城交番
- 西城郵便局
- 広島みどり信用金庫西城支店
- JA庄原西城支所
- 西城町森林組合
- ウィル西城
- 国道183号
- 広島県道233号備後西城停車場線

## バス路線
バスのりばは、駅前とやや離れたウィル西城前にあり、それぞれポールが立っている。ウィル西城前は、備北交通と西城交通で停留所名が異なるが同じ場所にある。
西城駅前、ウィル西城（西城交通・西城地域廃止代替等バス）
- 油木線（油木駅前経由、上組行）
- 上尺田線（比婆山駅前経由、上尺田行）
- 道後山線（落合駅前経由、道後山麓行）
- 小奴可西城線（落合駅前経由、小奴可行）

ウィル西城のみ（西城交通・西城地域廃止代替等バス）
- 西城駅前行

ウィル西城前（備北交通・三城線）
- 庄原駅行、三次駅経由三次もののけミュージアム行
- 西城中野行

## 隣の駅
西日本旅客鉄道（JR西日本）
 芸備線
比婆山駅 - 備後西城駅 - 平子駅